# Drwęca
Drwęca (německy Drewenz) je řeka v severním Polsku. Protéká územím Varmijsko-mazurského a Kujavsko-pomořského vojvodství. Je 252 km dlouhá. Povodí má rozlohu 5500 km².

## Průběh toku
Pramení na východních svazích hory Dylewska Góra (Czarci Jar) v Mazurském pojezeří v nadmořské výšce 191 m. Protéká lesnatou rovinou na jihozápad a ústí zprava do Visly v nadmořské výšce 36,6 m ve vzdálenosti 10 km nad Toruní ve vesnici Złotoria.

### Přítoky
- zleva - Grabiczek, Gizela, Elszka, Wel, Brynica, Rypienica, Struga Dobrzyńska, Ruziec, Lubianka, Jordan
- zprava - Iławka (z jezera Jeziorak), Skarlanka, Struga Brodnicka, Struga Kujawska, Struga Wąbrzeska, Struga Kowalewska, Struga Rychnowska

## Vodní stav
Průměrný dlouhodobý průtok činí 26 m³/s.

## Využití
Po řece je splavováno dřevo. Na dolním toku je možná vodní doprava. Horní tok je spojen kanálem Elbląg-Ostróda s Gdaňským zálivem. Na řece jsou organizovány kajakářské sjezdy.

### Osídlení
Na řece leží města Ostróda, Nowe Miasto Lubawskie, Brodnica, Golub-Dobrzyń. V povodí se dále nacházejí Iława, Lubawa,Lidzbark Welski, Rypin, Wąbrzeźno Kowalewo Pomorskie.